# Гакоссо, Жан-Клод
Жан-Клод Гакоссо (фр. Jean-Claude Gakosso; 25 июля 1957, Гамбома, департамент Плато, Республика Конго) — конголезский политический и государственный деятель, министр культуры и искусств Республики Конго (18 августа 2002 — 10 августа 2015), министр иностранных дел Республики Конго (с 10 августа 2015).

## Биография
В 1983 году окончил Ленинградский государственный университет по специальности «Журналистика». Продолжил обучение в аспирантуре Университета Пантеон-Сорбонна в Париже. Работал преподавателем, был доцентом Университета Мариан Нгуаби (Université Marien Ngouabi) в Браззавиле.
Политик левого толка. Член Конголезской партии труда. В 1995 году подверг критике закон о печати, принятый Национальным собранием Республики Конго, обвинив правительство в «действиях по ограничению свободы массовой информации».
После гражданской войны в Конго в 1997 году стал советником президента Дени Сассу-Нгессо по вопросам связи, почты и телекоммуникаций. Занимал эту должность до 2002 года.
В августе 2002 года был назначен министром культуры и искусств Республики Конго. На парламентских выборах в июне 2007 года Гакоссо был кандидатом от Конголезской партии труда, избран в Национальное собрание Республики Конго в первом туре, набрав 99,72 % голосов. В 2012 году вновь переизбран в парламент страны.
10 августа 2015 года Гакоссо назначен на должность министра иностранных дел и сотрудничества и по делам конголезцев за рубежом Республики Конго.
4 марта 2017 года состоялась встреча Министра иностранных дел России С. В. Лаврова с Министром иностранных дел Республики Конго Ж.-К.Гакоссо.
В должности руководителя внешнеполитического ведомства активно содействует укреплению дружественных отношений между Россией и Республикой Конго. Во время посещения СПбГУ встретился с первым проректором университета И. Дементьевым, а также рассказал студентам о влиянии Октябрьской революции в России на жизнь африканского континента.
15 мая 2021 года повторно назначен министром иностранных дел.
Женат, отец четверых детей.

## Избранные труды
- La nouvelle presse congolaise: du goulag à l’agora

## Награды
- Гранд-офицер ордена Заслуг Конго (2015)
- Медаль Пушкина (20 октября 2015 года, Россия) — за большой вклад в укрепление дружбы и сотрудничества с Российской Федерацией, развитие экономических связей, сохранение и популяризацию русского языка и культуры за рубежом[6].